# Район Асахі (Йокогама)
35°28′29″ пн. ш. 139°32′41″ сх. д. / 35.47472° пн. ш. 139.54472° сх. д.
Райо́н Аса́хі (яп. 旭区, あさひく, МФА: [asaçi̥ ku], «Сонячний район») — район міста Йокогама префектури Канаґава в Японії. Станом на 1 квітня 2009 площа району становила 32,77 км². Станом на 1 липня 2011 населення району становило 250 967 осіб.